# 鮎川優のミッドナイトニッポン
『鮎川優のミッドナイトニッポン』（あゆかわゆうのミッドナイトニッポン）は、2017年8月2日からアール・エフ・ラジオ日本で毎週水曜日25:30-26:00に放送されている30分のラジオ番組。
メインパーソナリティーの鮎川優が毎回芸能界の友人達をゲストに迎えてギリギリまでブッ込んだ質問をぶつけるトークバラエティー。
2023年8月から番組名を「美魔王のミッドナイトニッポン」に変更

## 出演者
- メインパーソナリティー
  - 鮎川優（美魔王）
- ゲスト
  - HAKUEI（PENICILLIN）
  - 鬼龍院翔（ゴールデンボンバー）
  - 有村竜太朗（Plastic Tree）
  - Shinya（DIR EN GREY）
  - 蛇足（元ROOT FIVE）
  - マモ（Ｒ指定）
  - クロちゃん（安田大サーカス）
  - やまだひさし（ラジオDJ)
  - エハラマサヒロ
  - SHINPEI（BREAKERZ）
  - 朴ウィト（アルスマグナ）
  - 幸樹（ダウト）
  - YOMI（ナイトメア）
  - 真緒（The THIRTEEN）
  - 清春
  - 亜季（Sadie）
  - 中川パラダイス（ウーマンラッシュアワー）
  - 将（A9）
  - MiA（MEJIBRAY）
  - 団長（NoGoD）
  - 猟平（CLØWD）
  - 廣岡直人（h.NAOTO）
  - luz　
  - CHISA（アクメ）
  - 入江慎也（カラテカ）
  - 夕霧（DaizyStripper）
  - みく（アンティック-珈琲店-）
  - HIKARU.（元カメレオ）
  - HΛL（音楽プロデューサー）
  - トキ（Aldious）
  - Ni〜ya（ナイトメア）
  - しゅんしゅんクリニックＰ
  - カトウタカヒロ（漫画家）
  - りんたろー（EXIT）
  - ヴァニラ
  - たかし（トレンディエンジェル）
  - 金ちゃん（鬼越トマホーク）
  - 庄村聡泰（[ALEXANDROS]）
  - 原田まりる
  - ワタリ119（キラキラ関係）
  - リツ（元イロクイ。）
  - 逹瑯（MUCC）
  - 佐香智久
  - 美月（The THIRTEEN）
  - LEVIN（La'cryma Christi）